# Croton-on-Hudson
Croton-on-Hudson é uma vila localizada no estado de Nova Iorque, Estados Unidos.
Possui 8.070 habitantes (censo de 2010).